# Alpina B10 Biturbo
Der Alpina B10 Biturbo (Eigenschreibweise: Alpina B10 BiTurbo) war eine in Kleinserie gebaute Sportlimousine des Automobilherstellers Alpina. Von September 1989 bis März 1994 wurden 507 Exemplare gebaut, die alle – wie bei Alpina üblich – eine fortlaufende Produktionsnummer erhielten. Diese wurde am rechten Stoßdämpferdom eingeschlagen, zusätzlich wurde im Innenraum in der Mittelkonsole ein versilbertes Typschild mit Produktionsnummer angebracht.

## Technik und Ausstattung
Er basierte auf dem BMW 535i (E34), dessen Reihensechszylindermotor mit zwei wassergekühlten Garrett-T25-Turboladern in paralleler Anordnung aufgeladen wurde. Durch die wassergekühlte Wellenlagerung an beiden Ladern konnte man das Verkoken der Ölleitungen weitestgehend verhindern. Zusätzlich baute man eine zweite, elektrisch angetriebene Wasserpumpe ein, diese lief nach Abschalten des Motors noch ca. zehn Minuten nach. Der Motor hieß nach Alpina Nomenklatur B7/5, das war auch der Handelsname für den B10 Biturbo. Der Einsatz von zwei parallel angeordneten Turboladern war eine Neuerung bei der Firma Alpina und sorgte für ein schnelleres und gleichmäßigeres Ansprechen des Motors und die Verringerung des Turbolochs. Die Ladedruckregelung wurde mittels Potentiometer vom Fahrer selbst gesteuert. Der Verstellbereich lag zwischen 0,4 und 0,8 bar Ladedruck, die Maximalleistung wurde bei 0,8 bar erreicht. Des Weiteren wurde ein Luft/Ladeluftkühler vor dem Wasserkühler verbaut. Die Kurbelwelle wurde überarbeitet, eine Kolbenbodenkühlung verbaut und durch spezielle Gußkolben mit Quetschkante von Mahle wurde die Verdichtung auf 7,2:1 verringert. Durch künstlich gealterte Kipphebel erreichte man eine höhere Festigkeit des Materials und letztendlich einen standfesten Motor. Mit den beschriebenen Maßnahmen wurde die Leistung des M30B35-Motors von 155 kW (211 PS) auf 265 kW (360 PS) gesteigert, das maximale Drehmoment von serienmäßigen 305 Nm auf 520 Nm.
Die Abgasanlage bestand aus einem zweiflutigen Abgasrohr, jeder Strang beinhaltete drei Emicat-Katalysatoren mit 100 Zellen (CH-Ausführung 200 Zellen), gewickelt aus 40 µm starkem beschichtetem Edelstahlblech. Diese Bauweise ermöglichte eine sehr große Reinigungsfläche auf kleinem Raum mit wenig Abgasgegendruck. Das Katalysatorvolumen entsprach in etwa dem des Hubraums. Alpina war der erste Hersteller, der Metallkatalysatoren zum Einsatz brachte.
Das Getrag 5-Gang-Getriebe Typ 290 war ein speziell für den Biturbo gefertigtes Getriebe, um das hohe Drehmoment des Motors übertragen zu können. Die Kardanwelle bekam ein verstärktes Mittellager aus dem M5.
Die Hinterachse mit 25 % Sperre war aus dem BMW M5. Zusätzlich wurde bei Alpina eine Hinterachskühlung verbaut, die ersten 255 Fahrzeuge hatten eine mechanische Ölförderpumpe, diese wurde über die rechte Antriebswelle mittels Keilriemen angetrieben. Ab Produktionsnummer 256 bis 507 kam eine elektrische Pumpe zum Einsatz. Diese Kühlung war thermostatisch geregelt und hatte den Vorteil, dass bei niedrigen Außentemperaturen das Öl nicht permanent gekühlt wurde, außerdem war sie weniger störanfällig. Die Kühlschlange befand sich im Heck zwischen hinterem Abschlussblech und Stoßfänger.
Im Innenraum wurden am Armaturenbrett, der Mittelkonsole und den Türverkleidungen alpinaspezifische Holzapplikationen verbaut. Sportsitze, Sportlenkrad sowie ein Holzschaltknauf gehörten ebenso zum Ausstattungsumfang wie die digitalen Zusatzinstrumente für Motoröltemperatur, Motoröldruck, Hinterachsöltemperatur und Ladedruckanzeige. Im Kofferraum wurde ein 30 Liter-Zusatztank verbaut, dieser erhöhte den Kraftstoffvorrat auf insgesamt 110 Liter.
Zum Exterieur gehörten 20-Speichen-Aluminiumräder im Alpinadesign, vorne in 8,5 × 17" und hinten in 9,5 × 17". Bereift war der Biturbo vorne mit 235/45 ZR17 und hinten mit 265/40 ZR 17-Reifen. Des Weiteren hatte der B10 ein Sportfahrwerk, hinten eine serienmäßige Niveauregulierung von Fichtel & Sachs und an der Vorderachse Bilstein-Stoßdämpfereinsätze, Front- und Heckspoiler und das Alpina-typische Seitendekor in Gold oder Silber.
Im letzten Produktionsjahr wurde die Ausstattung abermals erweitert. Zur serienmäßigen Ausstattung gehörte eine komplette Wasserbüffelleder-Ausstattung, Klimaanlage sowie blau hinterlegte Instrumente.
Bei seiner Markteinführung 1989 galt er als die leistungsstärkste Serienlimousine der Welt. Der B10 Biturbo wurde darin zwei Jahre später vom Lotus Omega übertroffen, dessen modernerer Motor mit vier Ventilen pro Zylinder und 0,2 Liter mehr Hubraum mit 277 kW (377 PS) 12 kW mehr leistete.

## Technische Daten

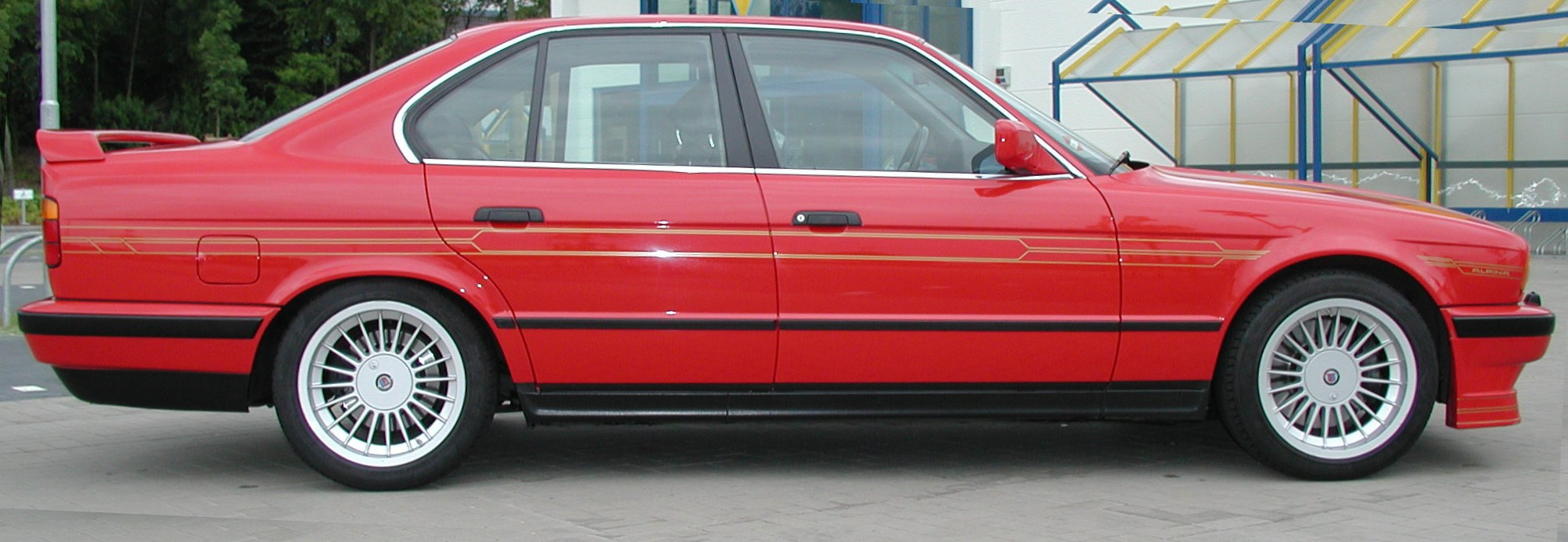
Alpina B10 Biturbo

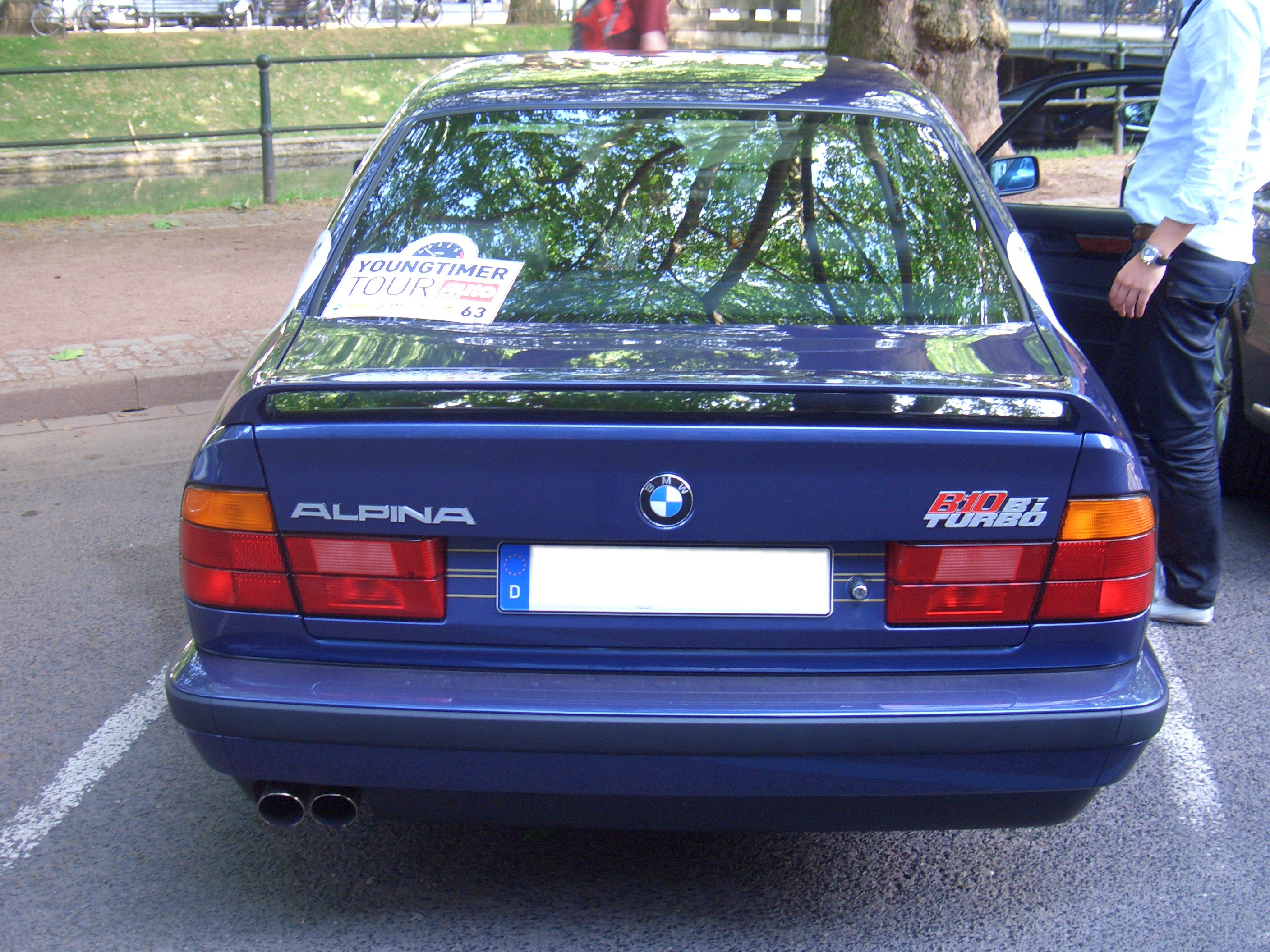
Heckansicht

| Modell                                 | Alpina B10 Biturbo                             |       |
| Zylinder/Ventile                       | 6/12                                           |       |
| Bohrung × Hub                          | 92,0 mm × 86,0 mm                              |       |
| Hubraum                                | 3430 cm³                                       |       |
| Verdichtung                            | 7,2:1                                          | 7,2:1 |
| Max. Leistung                          | 265 kW [257 kW] (360 PS [350 PS]) bei 6000/min |       |
| Max. Drehmoment                        | 520 Nm [501 Nm] bei 4000/min                   |       |
| Höchstgeschwindigkeit                  | 291 km/h [287 km/h]                            |       |
| Beschleunigung 0–100 km/h              | 5,6 s [5,9 s]                                  |       |
| Elastizität 80–120 km/h im 5. Gang     | 9,2 s                                          |       |
| 1000 m, stehender Start                | 24,6 s                                         |       |
| Kraftstoffverbrauch in l/100 km Gesamt | 12,4                                           |       |
| Leergewicht                            | 1695 kg (variiert je nach Ausstattung)         |       |

[Werte in eckigen Klammern gelten für Fahrzeuge für den Schweizer Markt]

## Testwerte
- L × B × H: 4718 × 1750 × 1397 mm[1]
- Leergewicht: 1695 kg[1]
- Schaltdrehzahl 7300/min[1]

- 0–40 km/h: 1,8 s[1]
- 0–60 km/h: 2,7 s[1]
- 0–80 km/h: 4,0 s[1]
- 0–100 km/h: 5,2 s[1]
- 0–120 km/h: 7,4 s[1]
- 0–140 km/h: 9,6 s[1]
- 0–160 km/h: 12,1 s[1]
- 0–180 km/h: 15,7 s[2]
- 0–200 km/h: 19,7 s[2]

- 400 m mit stehendem Start: 13,2 s[1]
- 1000 m mit stehendem Start: 24,6 s[1]

- Höchstgeschwindigkeit: 288 km/h[1][2]

Das US-Magazin Road & Track testete 0–100 Meilen pro Stunde (161 km/h) in 11,6 Sekunden und eine Höchstgeschwindigkeit von 288,4 km/h.